# Instituto Max Planck de Biologia Celular Molecular e Genética
O Instituto Max Planck de Biologia Celular Molecular e Genética (em alemão:  Max-Planck-Institut für molekulare Zellbiologie und Genetik (MPI-CBG)) é um centro de pesquisa de biologia molecular em Dresden e faz parte da Sociedade Max Planck. A abreviatura CBG simboliza o nome completo em inglês Cell Biology and Genetics.
Os temas de pesquisa do instituto incluem: mecanismos de organização celular, comunicação celular, diferenciação de diferentes tipos de células e sua conexão com tecidos e organismos complexos. Para este efeito são realizadas experiências em vários organismos modelo, por exemplo em leveduras, nemátodos, moscas da fruta, peixe-zebra, rãs com garras e ratos.
O instituto é dirigido por cinco diretores científicos, três dos quais receberam o Prêmio Gottfried Wilhelm Leibniz. Emprega cerca de 550 pessoas, das quais cerca de metade são de origem estrangeira.
O MPI-CBG foi fundado em 1998. Depois que a estação de bonde Pfotenhauerstrasse em Dresden-Johannstadt foi fechada em maio de 1998, a Sociedade Max Planck assumiu o controle em dezembro daquele ano e mandou demolir os corredores existentes. Na primavera de 1999 a construção do prédio do instituto começou no local e foi concluída no final de 2000. A instalação está em operação desde fevereiro de 2001. A inauguração oficial ocorreu em 27 de março de 2002 pelo presidente da Sociedade Max Planck, Hubert Markl, o primeiro-ministro saxão Kurt Biedenkopf e o Chanceler da Alemanha Gerhard Schröder.

## Direção
O instituto é dirigido por seis diretores. Em contraste com a maioria dos outros Institutos Max Planck, os diretores não têm departamentos designados, mas a pesquisa é realizada em uma rede de grupos de trabalho, a fim de ser capaz de reagir às direções de pesquisa em rápida mudança. Os diretores são:
- Anne Grapin-Botton
- Stephan Grill
- Anthony Hyman
- Marino Zerial
- Meritxell Huch
- Heather Harrington